# گوزن‌های زرد
گوزن‌های زرد Dama سرده‌ای از گوزن‌ها در زیرخانواده گوزنیان جهان قدیم است که معمولاً به عنوان گوزن زرد (در انگلیسی به معنی گوزن آیش) شناخته می‌شود.
برخی از آرایه‌شناسان گوزن زرد ایرانی را به عنوان یک زیرگونه طبقه‌بندی می‌کنند (D. d. mesopotamica)، در حالی که برخی دیگر، مانند IUCN، آن را به عنوان یک گونه جداگانه (D. mesopotamica) می‌شناسند.
این سرده دارای دو گونه موجود است.
| نگاره | نام علمی        | نام رایج         | پراکندگی |
| ----- | --------------- | ---------------- | --- |
|       | D. Dama         | گوزن زرد اروپایی | بومی ترکیه تنها تأیید شده‌است، اما به‌طور بالقوه بومی شبه جزیره ایتالیا، بالکان و جزیره رودس در یونان است. از زمان امپراتوری روم به بعد به دیگر بخش‌های اروپا و در زمان‌های اخیر در سراسر جهان معرفی شده‌است. |
|       | D. mesopotamica | گوزن زرد ایرانی  | ایران و اسرائیل و زمانی در سراسر خاورمیانه و شرق ترکیه بود. |